# Gottfried von Rotenstein
Gottfried von Rotenstein oder Rottenstein (* 1742 in Pösing, als Gottfried Stegmüller; † um 1800 in Pressburg) war ein Apotheker in Pressburg und Reiseschriftsteller.

## Leben
Sein Vater Johann Georg Stegmüller war ein evangelischer Müller und Bürger in Pösing. Seine Mutter hieß Juditha Catharina Krupa. Er lernte Pharmazie in der Apotheke zum Roten Krebs beim Michaelertor in Pressburg, dann wurde er Apothekergeselle in Ödenburg und Kaschau. Als er am 3. August 1775 in Ödenburg Josepha Elisabetha Eitelhuber, die Tochter des Ödenburger Advokaten Karl Joseph Eitelhuber (oder Huber) heiratete, kam er zu solchem Vermögen, dass er die Apotheke seines ehemaligen Meisters aufkaufen konnte. Die Apotheke zum Roten Krebs befindet sich an der Außenseite des Michaelertors und dient heute als Pharmaziemuseum. 1779 kaufte er sich den österreichischen Adelstitel und nannte sich von da an „von Rottenstein“.
Weil Stegmüller als Lehrling nicht reisen konnte, unternahm er ab den 1770er Jahren eine Reihe von Reisen durch die deutschen Länder und durch das Königreich Ungarn. Als Geadelter hatte er Zugang auch zu den Schlössern des Adels, die er detailliert beschrieb. Diese Berichte erschienen ab 1783 in Berlin in Johann Bernoullis Sammlung kurzer Reisebeschreibungen. Zwischen 1792 und 1793 gab er auch eine Zusammenfassung seiner Reisen in drei Teilen in Leipzig heraus. Karl Gottlieb von Windisch verspottete ihn für seine unendlich pedantischen und detaillierten Beschreibungen der Objekte, die er in den von ihm besuchten Gebäuden sah: „Ein Erznarr, der unter allen Neunundreizigern in allen Kaiserlichen Erbländern, gewiß nicht seines Gleichen hat. […] Er ist das Gelächter der ganzen Stadt, träumt nur von Reisen, und seinem Adel, und ist zu dumm es zu merken, daß ihn jedermann zum Beßten ha[l]t“.

## Haus
Stegmüllers Pressburger Haus stand an dem alten Kohlmarkt (später Nagy Lajos tér, Hurbanovo námestie), an der Ecke der Michaelergasse (Michalská). Er schreib darüber folgenderweise:

„Unter den adelichen Häusern ist […] das von Rottensteinische ist zwar sehr klein, hat aber die herrlichste Aussicht von ganz Preßburg und ist inwendig niedlich eingerichtet, es befindet sich da unter andern ein artiges Porcellainkabinet, welches blaßgrün lakirt, mit vieler vergoldeter Bildhauerarbeit und Wandspiegeln gezieret ist. Unter den vielen porzellainen Vasen und Figuren, welche auf Tragsteinen rings herum zertheilet stehen, befindet sich auf einem vergoldeten Tischchen eine 4 Schuh hohe Japanische Vase, worauf bunde Landschaften, Blumen, und viele Vergoldungen sind. In dieser Vase befindet sich ein 65 porzellainen Blumen zusammen gesezter Blumenstock von Rosen, Anemonen und so weiter, welche der Natur völlig gleich kommen. Auf einem andern Tische sitzt ein sehr großer vergoldeter chinesischer Pagode, welcher Kopf, Zunge und Hände bewegt. Die Bibliothek ist auch nicht groß, aber sehr außerlesen, besonders an Reisebeschreibungen und Kupferstichen, auch einer Sammlung von Mineralien und Conchilien.“

## Werke
- Johann Bernoulli’s Sammlung kurzer Reisebeschreibungen und anderer zur Erweiterung der Länder- und Menschenkenntniß dienender Nachrichten, Bd. 1–17, Berlin, 1781–1787. – Unter dem Sigel „G. E. v. R.“ (1–7), später unter dem Namen „Herr Gottfried Edler von Rotenstein“ erschienen:
  1. Reisen durch einen Theil des Königreichs Ungarn im Jahr 1763 und folgenden Jahren. 1. Abschnitt, in Bd. 9 (1783), 235–298. – Inhalt: Tyrnau, Neutra, Schemnitz, Altsohl, Neuhausel, Waitzen, Kaschau, Pest, Ofen, Gödöllő, Raab, Eszterháza, Ödenburg, Eisenstadt, Halbturn, Kittsee.
  2. Reisen durch einen Theil des Königreichs Ungarn im Jahr 1763 und folgenden Jahren. 2. Abschnitt: Beschreibung von Preßburg und einiger nahe gelegenen Lustörter, in Bd. 10 (1783), 185–226. – Inhalt: Pressburg, Pösing, Bibersburg, Magyarbél, Lanschitz, Ivanka bei Pressburg.
  3. Lustreise von Preßburg nach Bruck an der Leitha und Trautmannsdorf, in Oesterreich. 1782. in Bd. 10 (1783), 227–254.
  4. Lustreise durch Oesterreich und Mähren nach Brünn im September 1782, in Bd. 12 (1783), 237–274.
  5. Reise von Wien nach Böhmen und Sachsen, im May 1783, in Bd. 12 (1783), 275–314.
  6. Reisen nach Wien und in der umliegenden Gegend in den Jahren 1781–1783, 1. Abschnitt. in Bd. 13 (1784), 1–94.
  7. Reisen nach Wien und in die umliegende Gegend in den Jahren 1781–1783. 2. Abschnitt, in Bd. 14 (1784), 1–96.
  8. Beschreibung der Insel Schütt in Ungarn. 1784, in Bd. 15 (1784), 159–178.
  9. Zweyer Reisenden Nachrichten aus dem Oesterreichischen. 1784. 1785, 1. Eine kleine Reise nach Baden. in Bd. 16 (1784), 223–236.
- Lust-Reisen durch Bayern, Würtemberg, Pfalz, Sachsen, Brandenburg, Österreich, Mähren, Böhmen und Ungarn, in den Jahren 1784 bis 1791, 1–3. Theil, Leipzig, 1792–1793.